# 해동전도록
해동전도록(海東傳道錄)은 조선 인조 때 전하는 저작자 미상의 도교서이다.
관동에서 체포된 괴승에게서 발견하여 이직(李稙)에게 보냈다고 한다. 이책 속에는 신라말의 최승우(崔承祐)·김가기(金可紀)·자혜(慈惠)의 신선 설화로부터 도교가 전수된 경과를 적고, 각종 도법(道法)·비문(秘文)·비결(秘訣)·도교경서의 전래를 최치원에게 의탁하여 그를 동방단학(東方丹學)의 비조로 적고 있다. 다음 단학의 전수자를 정염·이지함·곽재우(郭再祐)·권극중(權克中) 등으로 보고 있다.